# 吴建国 (1932年)
吴建国（1932年3月—），河南潢川人，中华人民共和国农学家。

## 生平
1958年，毕业于华中农业大学土壤农化系。毕业后分配到河南农业大学工作，于1982年晋升副教授，1991年晋升教授，1982年至1992年间是河南农业大学农业化学教研室主任，1993年8月退休。任内曾是河南省小麦高稳低研究的发起人之一，1993年被国务院授予“有突出贡献专家”称号，享受政府特殊津贴。